# 聖阿古斯丁 (亞利桑那州)
聖阿古斯丁（英語：San Agustin）是位於美國亞利桑那州皮馬縣的一個非建制地區。該地的面積和人口皆未知。

## 地理
聖阿古斯丁的座標為31°36′08″N 111°53′41″W / 31.60222°N 111.89472°W，而該地的平均海拔高度為921米（即3022英尺）。